# La Colo des gourmands
Pour les articles homonymes, voir Colo (homonymie).
Pour plus de détails, voir Fiche technique et Distribution.
La Colo des gourmands ou Les poids lourds au Québec (Heavy Weights) est un film américain réalisé par Steven Brill en 1995.

## Synopsis
Un garçon obèse est envoyé dans un centre spécial pour personnes de son acabit mais doit faire face dès son arrivée à un entraîneur physique quelque peu dérangé. Avec ses amis, il décide de ne pas se laisser faire.

## Fiche technique
Sauf mention contraire, cette fiche technique est établie à partir d'IMDb
- Titre original : Heavy Weights (parfois orthographié Heavyweights)
- Titre français : La Colo des gourmands
- Titre québécois : Les poids lourds
- Réalisation : Steven Brill
- Scénario : Judd Apatow, Steven Brill
- Direction artistique : Jack Ballance, Harry Darrow
- Décors : Chris L. Spellman
  - Création des décors : Stephen Storer
- Costumes : Kimberly A. Tillman
- Photographie : Victor Hammer
- Son : Mary H. Ellis, 
  - Mixage son : Rick Ash, Andy D'Addario, Dean A. Zupancic
  - Montage son : Hugh Waddell
- Montage : Carroll Timothy O'Meara
- Distribution des rôles : Lynda Gordon, Judy Taylor
- Musique : J. A. C. Redford (Jonathan Alfred Clawson Redford)
- Effets spéciaux : William Purcell, Scott Rushton
  - Assistant effets spéciaux : Mitchell Medford
- Maquillage : Carolynn Weast, John R. Bayless
- Coiffure : Judith H. Bickerton, Geordie Sheffer
- Cascades : Jack Carpenter, Doc D. Charbonneau, Gary Guercio, Kent W. Luttrell, Gregg Smrz
  - Coordinateur de cascades : Steve Boyum
  - Doublure pour les cascades : Keith Campbell, Christian J. Fletcher
- Production : Roger Birnbaum, Joe Roth
  - Producteurs délégués : Judd Apatow, Sarah Bowman
  - Coproducteurs : Morgan Michael Fottrell, Charles J.D. Schlissel
  - Producteur associé : Jack Giarraputo
- Sociétés de production : Caravan Pictures, Walt Disney Pictures
- Société de distribution : Buena Vista Pictures
- Pays d’origine :  États-Unis
- Langue originale : anglais
- Format : Couleur - 1,85:1 - Son : Dolby
- Genre : Comédie dramatique
- Durée : 100 minutes
- Dates de sortie :
  -  États-Unis : 17 février 1995

## Distribution
- Ben Stiller (VF : Emmanuel Jacomy) : Tony Perkis / Tony Perkis, Sr.
- Aaron Schwartz : Gerald "Gerry" Garner
- Tom McGowan : Pat Finley
- Tim Blake Nelson : Roger Johnson
- Jeffrey Tambor : Maury Garner
- Jerry Stiller : Harvey Bushkin
- Anne Meara : Alice Bushkin
- Shaun Weiss (VF : Christophe Lemoine) : Josh Burnbalm
- Kenan Thompson : Roy
- Paul Feig (VF : Pierre Laurent) : Tim
- Tom Hodges (en) (VF : Lionel Henry) : Lars
- Allen Covert : Kenny
- Josiah Berry : Robert
- Leah Lail (VF : Virginie Ledieu) : Julie
- David Goldman : Nicholas
- Cody Burger : Cody
- Joseph Wayne Miller : Sam
- Brittney Vance : Dancing Girl
- Steve Ramos : Fat Kid #1
- Isaac McGraw : Fat Kid #2
- Judd Apatow : Homer

## Sorties internationales
Sauf mention contraire, les informations suivantes sont issues de l'IMDb

### Sorties cinéma
- États-Unis : 17 février 1995
- Brésil : 14 mai 1995
- Portugal : 1er mai 2011

### Sorties directement en vidéo
- Japon : 16 décembre 1995
- Allemagne : mars 1996
- Hongrie : 28 mars 1996
- Royaume-Uni : juillet 1996

### Sorties directement à la télévision
- Suède : 7 juillet 2000
- Australie : 11 août 2007

## Box-office
- Recettes aux États-Unis : 17 689 177 $ (USD)[1]